# Zynga
Zynga是一家社交游戏服务提供商，於2007年4月成立，总部在美国加利福尼亚州的旧金山市，中國分公司譯名為星佳中国（Zynga China）。
Zynga開發的游戏多半是发布在iOS、Android平台上的手機遊戲，與许多全球化平台上的網頁遊戲，包括Facebook、Google+、腾讯以及MySpace一類的社交網站。根據Zynga.org，Zynga游戏的用户已经为全球的社会援助项目捐款超过千万美元。
2022年1月，Take-Two Interactive宣佈將以127億美元收購Zynga。

## 歷史
Zynga在2007年6月由馬克·平卡斯（Mark Pincus）、麥可·勒克斯頓（Michael Luxton）、艾瑞克·席爾邁爾（Eric Schiermeyer）、賈斯汀·沃爾德倫（ Justin Waldron）、安德魯·楚萊德（Andrew Trader）以及史提夫·舍特勒爾（Steve Schoettler） 成立，他們在2008年從凯鹏华盈的幾家公司那裡拿到兩千九百萬美元的創業資金，並且委任前美商藝電的創意總監賓·高登（Bing Gordon）加入董事會。 同時，他們買下了一套名為YoVille的大型虛擬社交網路遊戲。 據其網站所言，在2009年12月他們每天有6千萬名使用者上線。
- 2011年12月23日，在NASDAQ掛牌上市（ZNGA）。
- 2012年3月22日，Zynga以1.8億美元收購《我画你猜（Draw Something）開發商OMGPop。
- 截至2013年6月6日，每股股價2.57美元，總市值只剩下2.28亿美元。目前市值36.93亿美金
- 2013年7月1日，前微软互动娱乐业务部门主席唐·马特里克（英语：Don Mattrick）从微软辞职，并宣布加入Zynga，就职首席执行官。
- 2022年1月10日，Take-Two Interactive宣佈將以現金和股票交易收購該公司，價值127億美元，Take-Two以每股9.86美元的價格收購Zynga的所有已發行股份[參⁠ 7]。該交易於同年5月23日完成，Zynga正式成為Take-Two的子公司。

## 遊戲
- あやかし陰陽録（中文譯名為“靈異陰陽錄”）(於2015年4月30日停止營運)
- ADVENTURE WORLD
  - Indiana Jones Adventure World
- Attack!
- Blackjack
- Café World
- Dope Wars
- Dragon Wars
- Draw Something
- Draw Something 2
- Empires & Allies （於2013年7月13日停止營運）
- Fashion Wars
- Football
- Friend Factory
- Gang Wars
- Ghost Racer
- Guild of Heroes
- Heroes vs. Villains
- Hidden Chronicles
- Live Poker
- Mafia Wars
- Mafia Wars 2（於2012年12月30日停止營運）
- Montopia （于2012年12月21日停止營運）
- My Heroes Ability
- Pathwords
- Pirates: Rule the Caribbean!
- Prison Lockdown
- Roller Coaster Kingdom
- Ruby Blast
- Scramble
  - Scramble Live
  - Scramble With Friends
- Sea Wars
- Slayers / Vampires / Werewolves / Zombies
- Space Wars
- Special Forces
- Street Racing
- Sudoku
- Ville系列
  - CastleVille
  - ChefVille
  - CityVille （中國大陸地區以《星佳城市》遊戲名義透過騰訊遊戲平台推出）
  - FarmVille
  - FarmVille 2
  - FishVille（於2012年12月5日停止營運）
  - PetVille （於于2012年12月30日停止營運）
  - YoVille
- The Pioneer Trail
- Treasure Isle （於2012年12月5日停止營運）
- Triumph
- Vampire Wars（于2012年12月5日停止營運）
- Word Twist
- Words With Friends
- Zynga Poker

## 備註
1. ↑  Zynga was originally incorporated as Presidio Media in April 2007. The company's name was changed to Zynga in July 2007.
2. ↑   註:

## 外部連結
- Zynga官方網頁 （页面存档备份，存于）
- Zynga星佳中国官网